# Hugo Bieber
Hugo Bieber (* 13. September 1883 in Berlin; † 30. September 1950 in New York) war ein deutscher Literaturwissenschaftler und Journalist jüdischer Abstammung.

## Leben und Werk
Bieber promovierte 1911 an der Friedrich-Wilhelms-Universität Berlin mit einer Untersuchung über Johann Adolf Schlegel zum Dr. phil. Von 1925 bis 1933 war er Literarischer Direktor des Volksverbands der Bücherfreunde. 1933 emigrierte er nach Frankreich und 1941 über Spanien in die USA.
Unter seinen Schriften finden sich literaturgeschichtliche Darstellungen, Beiträge zur Goethe- und zur Romantik-Forschung sowie zur deutschen Geistesgeschichte des 19. Jahrhunderts. Zudem legte er mehrere Werkausgaben vor (William Shakespeare, Gotthold Ephraim Lessing, Heinrich von Kleist, Friedrich Hebbel, Johann Wolfgang von Goethe). Nach 1945 verfasste er historische Unterrichtswerke für den Gebrauch an Schulen in der Französischen Besatzungszone.
Bekannt ist Bieber bis heute als Heine-Forscher und hier vor allem durch die von ihm herausgegebene, mehrfach nachgedruckte Sammlung Confessio Judaica (1925; 2., erweiterte Auflage unter dem Titel Jüdisches Manifest 1946). Erstmals in der Heine-Interpretation unternimmt Bieber mit dieser Zusammenstellung den Versuch, eine jüdische Identität des Dichters zu definieren. Eine in den letzten Lebensjahren bearbeitete zweite Heine-Anthologie, in der Bieber den Schwerpunkt nicht mehr auf das jüdische Moment legte, wurde von dem Philosophen Moses Hadas fertiggestellt.

## Wissenschaftliche Schriften
- Johann Adolf Schlegels poetische Theorie. In ihrem historischen Zusammenhange untersucht. Berlin 1912. (als Nachdruck: Johnson, New York / London 1967)
- (mit Julius Zeitler): Goethe-Handbuch. 3 Bände, J. B. Metzler, Stuttgart 1916–1918.
- (als späterer Bearbeiter und Herausgeber): Richard Moritz Meyer: Die deutsche Literatur des 19. Und 20. Jahrhunderts. G. Bondi, Berlin 1921.
- Der Weg der deutschen Dichtung. Von den Anfängen bis zu Goethe. 1925.
- Der Kampf um die Tradition. Die deutsche Dichtung im Geistesleben 1830–1880. Stuttgart 1928.
- Goethe im XX. Jahrhundert. Volksverband der Bücherfreunde, Wegweiser-Verlag, Berlin 1932.
- Recent Literature on Heines Attitude toward Judaism. In: Historica Judaica, Band 10 (1948), S. 175–183.
- Anti-semitism in the first years of the German Republic. In: Yivo bleter, Band 24 (1947). (spätere Ausgabe: Yivo (Yiddish Scientific Institute), New York, NY 1949.)

## Werke in der ReiheLehrbuch der Geschichte
- Reformation und Gegenreformation. Lehrmittel-Verlag, Offenburg / Mainz 1947.
- Absolutismus und Aufklärung (1660–1789). Lehrmittel-Verlag, Offenburg / Mainz 1947.
- Revolution des Bürgertums (1789–1850). Lehrmittel-Verlag, Offenburg / Mainz 1947.
- Das europäische Staatensystem (1848–1890). Lehrmittel-Verlag, Offenburg / Mainz 1947.

## Editionen
- Heines Briefe. (ausgewählt und eingeleitet von Hugo Bieber) Bong, Berlin u. a. 1914.
- Jean Paul: Kindheiterinnerungen und Selbstbekenntnisse. (herausgegeben von Hugo Bieber) Sibyllen-Verlag, Dresden 1924.
- Heinrich Heine: Confessio Judaica. Eine Auswahl aus seinen Dichtungen, Schriften und Briefen. (herausgegeben von Hugo Bieber) 1925. (als Nachdruck: Melzer, Neu-Isenburg 2006)
- Heinrich Heine: Gespräche, Briefe, Tagebücher, Berichte seiner Zeitgenossen. (gesammelt und herausgegeben von Hugo Bieber) Welt-Verlag, Berlin 1926.
- Heinrich Heine: Jüdisches Manifest. Eine Auswahl aus den Werken, Briefen und Gesprächen. (= 2., erweiterte Auflage der Confessio Judaica) Rosenberg, New York 1946.
- Heinrich Heine: A biographical anthology. (edited by Hugo Bieber, English translation made or selected by Moses Hadas) Jewish Publication Society of America, Philadelphia 1956.